# علاج بالكوبالت
العلاج بالكوبالت هو الاستخدام الطبي لأشعة غاما من النظائر المشعة الكوبالت 60 لعلاج حالات مثل السرطان. استخدم الكوبالت -60 على نطاق واسعا في بدايات الخمسينيات من القرن الماضي في آلات العلاج الإشعاعي الخارجي ( العلاج عن بعد) ، والتي أنتجت شعاعًا من أشعة غاما تم توجيهه إلى جسم المريض لقتل أنسجة الورم. نظرًا لأن «ماكينات الكوبالت» هذه كانت باهظة الثمن وتتطلب دعمًا متخصصًا، فقد تم وضعها غالبًا في وحدات من الكوبالت. كان العلاج بالكوبالت تقدمًا ثوريًا في العلاج الإشعاعي في فترة ما بعد الحرب العالمية الثانية ولكن يتم استبداله الآن بتقنيات أخرى مثل المسرعات الخطية .

## التاريخ
قبل تطوير المسرعات الخطية الطبية في السبعينيات، كان مصدر الإشعاع الاصطناعي الوحيد المستخدم في المعالجة عن بعد هو أنبوب الأشعة السينية . وجد الباحثون أنابيب عادية للأشعة السينية ، تستخدم الفولتية من 50 إلى 150 كيلو إلكترون فولت (Kev) يمكن أن يعالج الأورام السطحية ، لكن لم يكن لديه الطاقة للوصول إلى الأورام العميقة في الجسم. للحصول على القدرة على الاختراق للوصول إلى الأورام العميقة دون تعريض الأنسجة السليمة لجرعات إشعاعية خطيرة، تتطلب أشعة ذات طاقة تقارب مليون إلكترون فولت (MeV)، تسمى إشعاع «الجهد العالي». يتطلب إنتاج كمية كبيرة من الأشعة السينية MeV إمكانات على الأنبوب من 3-5 ملايين فولت (3-5 ميغا فولت) ، مما يتطلب أجهزة أشعة سينية ضخمة ومكلفة. بحلول أواخر الثلاثينيات من القرن الماضي تم بناؤها، لكنها كانت متوفرة في عدد قليل من المستشفيات.

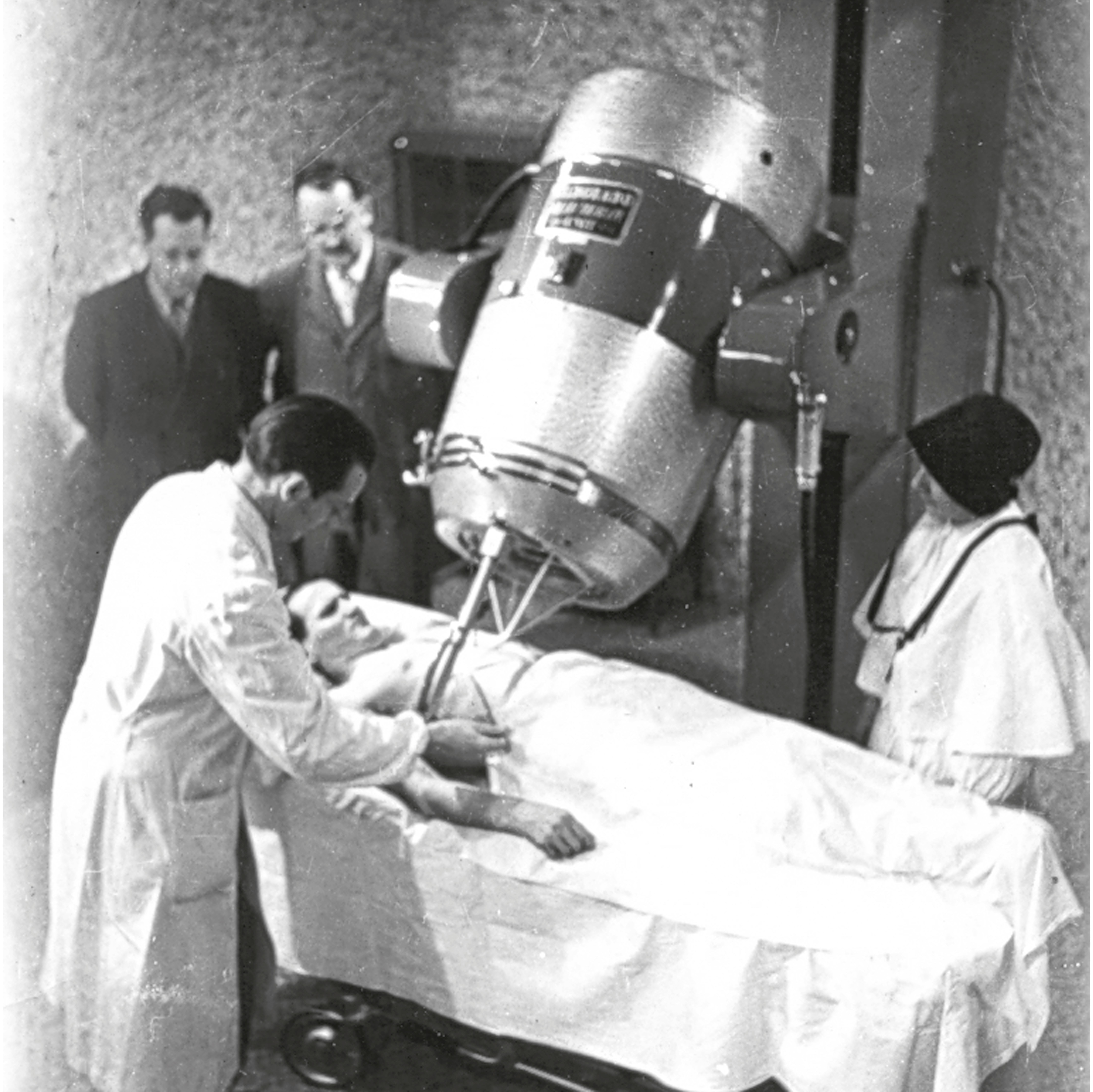
أول آلة لإنتاج الكوبالت في إيطاليا ، تم تركيبها في بورجو فالسوجانا عام 1953.

أنتجت النظائر المشعة أشعة غاما في نطاق الميغا فولت ، ولكن قبل الحرب العالمية الثانية كان النظائر المشعة الوحيدة المتاحة للعلاج الإشعاعي هي الراديوم الموجود بشكل طبيعي (ينتج 1-2 MeV أشعة جاما) ، والتي كانت باهظة الثمن بسبب انخفاض حدوثها في الخامات. في عام 1937 ، كان سعر الراديوم مليون دولار للجرام الواحد في عام 2005 ، وبلغ إجمالي المعروض العالمي من الراديوم المتاح للعلاج الإشعاعي (العلاج عن بعد) 50 جرامًا.
جعل اختراع المفاعل النووي في مشروع مانهاتن خلال الحرب العالمية الثانية من الممكن إنشاء نظائر مشعة صناعية للعلاج الإشعاعي. الكوبالت -60 ، الناتج عن التشعيع النيوتروني لمعدن الكوبالت العادي في مفاعل ، هو مصدر لأشعة غاما عالية النشاط ، ينبعث منه 1.17 و 1.33 أشعة جاما MeV مع نشاط 44 تيرا بايت / جم (حوالي 1100 Ci / ز). والسبب الرئيسي لاستخدامه الواسع في العلاج الإشعاعي هو أن له نصف عمر أطول ، 5.27 سنوات ، أكثر من العديد من بواعث جاما الأخرى. ومع ذلك ، لا يزال نصف العمر هذا يتطلب استبدال مصادر الكوبالت كل 5 سنوات تقريبًا.
في عام 1949 ، أرسل الدكتور هارولد إي جونز من جامعة ساسكاتشوان طلبًا إلى المجلس القومي للبحوث (NRC) في كندا يطلب منه إنتاج نظائر الكوبالت -60 لاستخدامها في نموذج أولي لوحدة العلاج بالكوبالت. ثم تم بناء جهازي كوبالت 60 ، أحدهما في ساسكاتون في جناح السرطان بجامعة ساسكاتشوان والآخر في لندن ، أونتاريو . قام الدكتور جونز بجمع بيانات الجرعة العميقة في جامعة ساسكاتشوان والتي أصبحت فيما بعد المعيار العالمي.  تم علاج أول مريض يعالج بإشعاع الكوبالت 60 في 27 أكتوبر 1951 في مستشفى الحرب التذكاري للأطفال في لندن ، أونتاريو.  في عام 1961 ، كان من المتوقع أن يحل العلاج بالكوبالت محل العلاج الإشعاعي بالأشعة السينية.  في عام 1966 ، تم علاج سرطان الرئة الذي أصيب به والت ديزني بهذه العملية، لكن لم يكن من الممكن منع وفاته.

## الاستخدام الحالي
تم استبدال دور وحدة الكوبالت جزئيًا بالمسرع الخطي ، والذي يمكن أن يولد إشعاعًا عالي الطاقة ، ولا ينتج النفايات المشعة التي تفعلها النظائر المشعة مع مشاكل التخلص المصاحبة لها. لا يزال العلاج بالكوبالت يلعب دورًا مفيدًا في تطبيقات معينة ولا يزال واسع الاستخدام في جميع أنحاء العالم ،وذلك نظرًا لأن الماكينة موثوقة نسبيًا وسهلة الصيانة مقارنة بالمُسرع الخطي الحديث.

## النظائر
كما هو مستخدم في العلاج الإشعاعي، تنتج وحدات الكوبالت حزمًا ثنائية اللون ثابتة 1.17 و 1.33 مليون إلكترون فولت (MeV) ، مما أدى إلى متوسط طاقة شعاع 1.25 MeV. يبلغ نصف عمر نظير الكوبالت 60 5.3 سنوات ، لذلك يحتاج الكوبالت 60 إلى الاستبدال من حين لآخر.